# Mane de la Parra
Mane de la Parra (Ciudad de México; 23 de diciembre de 1982) es un cantautor y actor mexicano, nieto de la escritora mexicana Yolanda Vargas Dulché y hermano de la directora de orquesta mexicana Alondra de la Parra.

## Biografía
Inició a los 15 años sus estudios musicales con clases de canto y guitarra. Es Licenciado en Música egresado de Berklee College of Music de Boston. Durante los últimos años, ha colaborado con artistas de música regional mexicana entre los que se encuentran los grupos Perseguidos e Insignia.
Mane también ha compuesto con los autores Ernesto y Edgar Cortázar, José Portilla, Marco Godoy, Daniel Dayz, entre otros.
Al lado de Marco Godoy compuso la canción Recuerda nunca olvidar que fue el tema oficial del programa Fiesta Mexicana Bicentenario, Fue interpretada por dieciocho artistas entre los que destacan Mijares, Yuri, Banda El Recodo, Margarita "La Diosa de la Cumbia", K-Paz de la Sierra, Grupo Pesado, Paquita la del barrio, Edith Márquez, Julión Álvarez, Germán Montero, entre otros.
También junto a Marco Godoy escribió el tema Un solo corazón, mismo que cantó a dueto con el Grupo Cañaveral y el coro de niños Teletón México.
Participó en el programa 73 mil Amaneceres cantando a lado de Marco Antonio Muñiz, José José y Paquita la del Barrio. Compuso e interpretó a dueto con Margarita "La Diosa de la Cumbia" el tema de salida de la telenovela Niña de mi corazón.
Participó en el concierto Unidos por Veracruz iniciativa de la cantante Yuri en el Auditorio Nacional a lado de artistas como Manuel Mijares y K-Paz de la Sierra.
En este mismo recinto fue invitado a cantar el tema Adoro de Armando Manzanero con la Orquesta Filarmónica de las Américas dirigida por su hermana la directora de orquesta Alondra de la Parra.
En 2011 participó en los carnavales de Veracruz, Mérida, Lerdo de Tejada y Cancún. Durante el carnaval de Veracruz se presentó en el zócalo en un concierto masivo donde interpretó quince de sus canciones. Un grande éxito. Más tarde interpretó a José Pereira en la película El cielo en tu mirada y los temas "lo que ves es lo que soy" y "somos aire".

## Trayectoria

### Telenovelas
- Mi amor sin tiempo (2024) - Daniel Subiri[1]
- ¿Qué le pasa a mi familia? (2021) - Patricio Iturbide Casanova[2]
- La reina soy yo (2019) - Juan José Montes[3]
- El vuelo de la Victoria (2017) - Andrés Santibáñez y Calzada
- Amor de barrio (2015) - Daniel Márquez Lopezreina
- La malquerida (2014) - Ulises Torres Gallardo
- Corona de lágrimas (2012-2023) - Ignacio "Nacho" Chavero Hernández[4]
- Cachito de cielo (2012) - Adrián "Cachito" Gómez Obregón
- Esperanza del corazón (2011-2012) - Alexis Duarte Moreno
- Niña de mi corazón (2010) - Charlie
- Verano de amor (2009) - Bruno

### Series
- Esta historia me suena (2022)[5]
- Silvia Pinal, frente a ti (2019) - Fernando Frade
- Como dice el dicho (2011)

### Webnovela
- El pecado de Camila (2013) - Ricky

- Protagonista de amigos por siempre (2002).

### Programas de televisión
- ¿Quién es la máscara? (2020) - Quetzal
- Mira quien baila (2013; 2022-presente) - 4to Lugar / Conductor[6][7]

### Película
- A la mala (2015)
- El cielo en tu mirada (2012) - José
- El origen de los Guardianes (2012) - Jack Frost

### Teatro
- Mentiras: el musical (2012-2013) - Emmanuel

## Discografía

### Álbumes De Estudio
- 2011: Mane
- 2016: Girando

### EP
- 2011: Historias De Novela

### Sencillos
- 2011: Es Mentira
- 2011: La Fórmula
- 2011: Quiero Que Sepas
- 2011: Mi Respiración
- 2011: Como Dice El Dicho
- 2011: Esperanza Del Corazón
- 2013: Como Soy
- 2014: Te Tuve Y Te Perdí
- 2015: Como Dice El Dicho (con Margarita "La Diosa de la Cumbia")

### Bandas sonoras
1. Estrella mía (para Niña de mi corazón)
2. Quiero que sepas (para Niña de mi corazón)
3. Es mentira (para Niña de mi corazón y Esperanza del corazón)
4. Esperanza del corazón (Tema de apertura)
5. Mi respiración (para Esperanza de mi corazón y Corona de lágrimas 2)
6. Como soy (para Corona de lágrimas)
7. Te tuve y te perdí (para La malquerida y Corona de lágrimas 2)
8. Somos aire <soundtrack> (para El cielo en tu mirada)
9. Es una locura <soundtrack> (para ¿Qué le pasa a mi familia?)
10. Casi Perfecta  (para La Desalmada)

### Premios
- 2013 - Diosa de Plata (PECIME) "Revelación Masculina" por su actuación protagónica en la película "El Cielo en tu Mirada" (No Dancing Today / Videocine)
- 2013 - Premio BMI (Peermusic Latin Scholarship Award) por la canción "El Mentiroso"
- 2011 - Nominación "Actor Revelación" Premios Tv y Novelas por su interpretación protagónica en la telenovela "Esperanza del Corazón".
- 2005 - Premio BMI (Peermusic Latin Scholarship Award) por la canción "Hoy voy a amarte"